# Alex Brosque
Alex Brosque (Sydney, 12 ottobre 1983) è un ex calciatore australiano, di origini uruguaiane, di ruolo centrocampista.

## Carriera

### Club

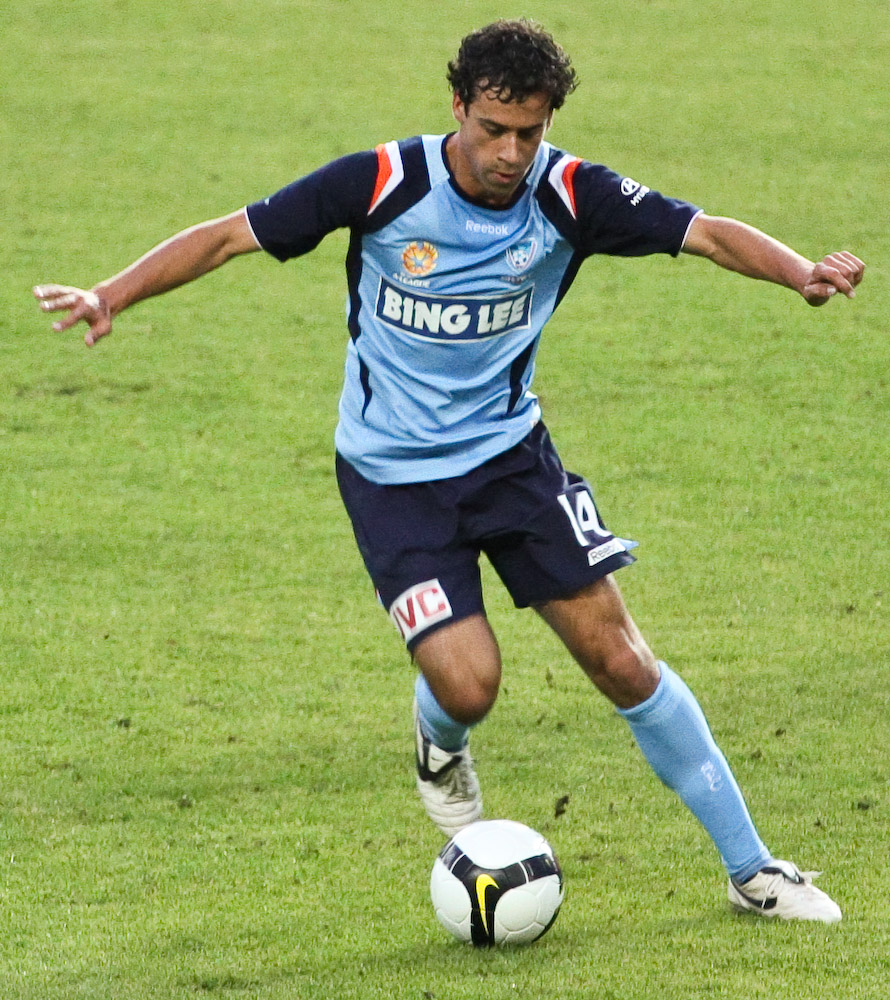
Brosque con la maglia del (2008)

Cresciuto nelle file dell'AIS, nel 2001 è passato ai Marconi Stallions. Ha militato nelle file degli Azzurri per tre stagioni, totalizzando 53 presenze e 13 reti in campionato. Nell'estate 2004 si è trasferito nei Paesi Bassi, firmando un contratto annuale con il Feyenoord. Nella stessa finestra di mercato è stato ceduto in prestito stagionale ai belgi del Westerlo, club con cui ha totalizzato 16 presenze e 2 reti in campionato. Nel 2005 è rientrato in patria, firmando per il Queensland Roar. L'11 febbraio 2006 si è trasferito al Sydney FC. Ha militato nelle file del club fino al 2011, vincendo la A-League 2009-2010 e totalizzando 30 reti in 104 presenze in campionato. A livello individuale, inoltre, ha ottenuto il titolo di giocatore dell'anno del Sydney FC nel 2010. Dopo cinque stagioni nelle file del Sydney FC, il 1º febbraio 2011 si è trasferito in Giappone, allo Shimizu S-Pulse. Nell'esperienza giapponese, durata due stagioni, ha totalizzato 56 presenze e 13 reti in campionato. Il 27 settembre 2012 si è trasferito all'Al-Ain, club degli Emirati Arabi Uniti. Ha militato nelle file del club emiratino per due stagioni, totalizzando 39 presenze e 14 reti in campionato. Il 26 giugno 2014 è tornato al Sydney FC. Nominato capitano della squadra nell'ottobre 2014, ha militato nelle file del Sydney FC per altre cinque stagioni, vincendo due campionati ed una FFA Cup. Dopo cinque stagioni al Sydney FC, il 15 aprile 2019 ha annunciato il proprio ritiro al termine della stagione.

### Nazionale
Ha debuttato in Nazionale maggiore il 2 giugno 2004, in Australia-Figi (6-1), subentrando a Scott Chipperfield all'inizio del secondo tempo. Ha messo a segno la sua prima rete con la maglia della selezione australiana il 2 settembre 2011, in Australia-Thailandia (2-1), siglando la rete del definitivo 2-1 al minuto 85. Ha partecipato, con la selezione australiana, alla Coppa d'Oceania 2004. È sceso in campo, inoltre, nelle qualificazioni ai Mondiali 2014 e nelle qualificazioni alla Coppa d'Asia 2007. Ha totalizzato, con la Nazionale australiana, 21 presenze e 5 reti.

## Statistiche

### Presenze e reti nei club
| Stagione                 | Squadra                  | Campionato               | Campionato | Campionato | Coppe nazionali | Coppe nazionali | Coppe nazionali | Coppe continentali | Coppe continentali | Coppe continentali | Altre coppe | Altre coppe | Altre coppe | Totale | Totale | Totale |
| Stagione                 | Squadra                  | Comp                     | Pres       | Reti       | Comp            | Pres            | Reti            | Comp               | Pres               | Reti               | Comp        | Pres        | Reti        | Pres   | Reti   |        |
| ------------------------ | ------------------------ | ------------------------ | ---------- | ---------- | --------------- | --------------- | --------------- | ------------------ | ------------------ | ------------------ | ----------- | ----------- | ----------- | ------ | ------ | ------ |
| 2001-2002                | Marconi Stallions        | NSL                      | 17         | 1          | -               | -               | -               | -                  | -                  | -                  | -           | -           | -           | 17     | 1      |        |
| 2002-2003                | Marconi Stallions        | NSL                      | 21         | 9          | -               | -               | -               | -                  | -                  | -                  | -           | -           | -           | 21     | 9      |        |
| 2003-2004                | Marconi Stallions        | NSL                      | 13         | 3          | -               | -               | -               | -                  | -                  | -                  | -           | -           | -           | 13     | 3      |        |
| Totale Marconi Stallions | Totale Marconi Stallions | Totale Marconi Stallions | 51         | 13         |                 | -               | -               |                    | -                  | -                  |             | -           | -           | 51     | 13     |        |
| lug.-ago. 2004           | Feyenoord                | E                        | 0          | 0          | KNVBB           | 0               | 0               | UEFA               | 0                  | 0                  | -           | -           | -           | 0      | 0      |        |
| ago. 2004-2005           | Westerlo                 | DI                       | 16         | 2          | CB              | 2               | 0               | -                  | -                  | -                  | -           | -           | -           | 18     | 2      |        |
| 2005-2006                | Queensland Roar          | A                        | 21         | 8          | -               | -               | -               | -                  | -                  | -                  | -           | -           | -           | 21     | 8      |        |
| 2006-2007                | Sydney FC                | A                        | 20         | 4          | -               | -               | -               | AFCCL              | 2                  | 0                  | -           | -           | -           | 22     | 4      |        |
| 2007-2008                | Sydney FC                | A                        | 20         | 8          | -               | -               | -               | -                  | -                  | -                  | -           | -           | -           | 20     | 8      |        |
| 2008-2009                | Sydney FC                | A                        | 18         | 5          | -               | -               | -               | -                  | -                  | -                  | -           | -           | -           | 18     | 5      |        |
| 2009-2010                | Sydney FC                | A                        | 25         | 6          | -               | -               | -               | -                  | -                  | -                  | -           | -           | -           | 25     | 6      |        |
| 2010-feb. 2011           | Sydney FC                | A                        | 15         | 6          | -               | -               | -               | AFCCL              | 0                  | 0                  | -           | -           | -           | 15     | 6      |        |
| Totale Sydney FC         | Totale Sydney FC         | Totale Sydney FC         | 98         | 29         |                 | -               | -               |                    | 2                  | 0                  |             | -           | -           | 100    | 29     |        |
| 2011                     | Shimizu S-Pulse          | JLD1                     | 33         | 7          | JLC+CI          | 3+2             | 1+1             | -                  | -                  | -                  | -           | -           | -           | 38     | 9      |        |
| gen.-set. 2012           | Shimizu S-Pulse          | JLD1                     | 23         | 6          | JLC+CI          | 3+0             | 2+0             | -                  | -                  | -                  | -           | -           | -           | 26     | 6      |        |
| Totale Shimizu S-Pulse   | Totale Shimizu S-Pulse   | Totale Shimizu S-Pulse   | 56         | 13         |                 | 8               | 4               |                    | -                  | -                  |             | -           | -           | 64     | 17     |        |
| set. 2012-2013           | Al-Ain                   | UAEPL                    | 19         | 10         | CP+EEC          | 0+0             | 0+0             | AFCCL              | 6                  | 2                  | UAESC       | 0           | 0           | 25     | 12     |        |
| 2013-2014                | Al-Ain                   | UAEPL                    | 20         | 4          | CP+EEC          | 0+0             | 0+0             | AFCCL              | 6                  | 1                  | UAESC       | 0           | 0           | 26     | 1      |        |
| Totale Al-Ain            | Totale Al-Ain            | Totale Al-Ain            | 39         | 14         |                 | 0               | 0               |                    | 12                 | 3                  |             | 0           | 0           | 51     | 17     |        |
| 2014-2015                | Sydney FC                | A                        | 27         | 9          | FFA             | 0               | 0               | -                  | -                  | -                  | -           | -           | -           | 27     | 9      |        |
| 2015-2016                | Sydney FC                | A                        | 13         | 5          | FFA             | 0               | 0               | AFCCL              | 1                  | 0                  | -           | -           | -           | 14     | 5      |        |
| 2016-2017                | Sydney FC                | A                        | 28         | 11         | FFA             | 1               | 0               | -                  | -                  | -                  | -           | -           | -           | 29     | 11     |        |
| 2017-2018                | Sydney FC                | A                        | 26         | 4          | FFA             | 2               | 0               | AFCCL              | 6                  | 2                  | -           | -           | -           | 34     | 6      |        |
| 2018-2019                | Sydney FC                | A                        | 24         | 8          | FFA             | 4               | 3               | AFCCL              | 2                  | 1                  | -           | -           | -           | 30     | 12     |        |
| Totale Sydney FC         | Totale Sydney FC         | Totale Sydney FC         | 118        | 37         |                 | 7               | 3               |                    | 9                  | 3                  |             | -           | -           | 134    | 43     |        |
| Totale carriera          | Totale carriera          | Totale carriera          | 399        | 116        |                 | 17              | 7               |                    | 23                 | 6                  |             | 0           | 0           | 439    | 129    |        |

### Cronologia presenze e reti in nazionale
| Cronologia completa delle presenze e delle reti in nazionale ― Australia | Cronologia completa delle presenze e delle reti in nazionale ― Australia | Cronologia completa delle presenze e delle reti in nazionale ― Australia | Cronologia completa delle presenze e delle reti in nazionale ― Australia | Cronologia completa delle presenze e delle reti in nazionale ― Australia | Cronologia completa delle presenze e delle reti in nazionale ― Australia | Cronologia completa delle presenze e delle reti in nazionale ― Australia | Cronologia completa delle presenze e delle reti in nazionale ― Australia |
| Data                                                                     | Città                                                                    | In casa                                                                  | Risultato                                                                | Ospiti                                                                   | Competizione                                                             | Reti                                                                     | Note                                                                     |
| ------------------------------------------------------------------------ | ------------------------------------------------------------------------ | ------------------------------------------------------------------------ | ------------------------------------------------------------------------ | ------------------------------------------------------------------------ | ------------------------------------------------------------------------ | ------------------------------------------------------------------------ | ------------------------------------------------------------------------ |
| 2-6-2004                                                                 | Adelaide                                                                 | Australia                                                                | 6 – 1                                                                    | Figi                                                                     | Coppa d'Oceania 2004 - Gironi                                            | -                                                                        | 46’                                                                      |
| 4-6-2004                                                                 | Adelaide                                                                 | Australia                                                                | 3 – 0                                                                    | Vanuatu                                                                  | Coppa d'Oceania 2004 - Gironi                                            | -                                                                        | 64’                                                                      |
| 6-6-2004                                                                 | Adelaide                                                                 | Australia                                                                | 2 – 2                                                                    | Isole Salomone                                                           | Coppa d'Oceania 2004 - Gironi                                            | -                                                                        | 46’                                                                      |
| 16-8-2006                                                                | Sydney                                                                   | Australia                                                                | 2 – 0                                                                    | Kuwait                                                                   | Qual. Coppa d'Asia 2007                                                  | -                                                                        | 69’                                                                      |
| 9-10-2010                                                                | Sydney                                                                   | Australia                                                                | 1 – 0                                                                    | Paraguay                                                                 | Amichevole                                                               | -                                                                        | 90’                                                                      |
| 5-6-2011                                                                 | Adelaide                                                                 | Australia                                                                | 3 – 0                                                                    | Nuova Zelanda                                                            | Amichevole                                                               | -                                                                        | 60’                                                                      |
| 2-9-2011                                                                 | Brisbane                                                                 | Australia                                                                | 2 – 1                                                                    | Thailandia                                                               | Qual. Mondiali 2014                                                      | 1                                                                        | 74’                                                                      |
| 7-10-2011                                                                | Canberra                                                                 | Australia                                                                | 5 – 0                                                                    | Malaysia                                                                 | Amichevole                                                               | 2                                                                        |                                                                          |
| 11-10-2011                                                               | Sydney                                                                   | Australia                                                                | 3 – 0                                                                    | Oman                                                                     | Qual. Mondiali 2014                                                      | -                                                                        | 87’                                                                      |
| 15-11-2011                                                               | Bangkok                                                                  | Thailandia                                                               | 0 – 1                                                                    | Australia                                                                | Qual. Mondiali 2014                                                      | -                                                                        | 85’                                                                      |
| 29-2-2012                                                                | Melbourne                                                                | Australia                                                                | 4 – 2                                                                    | Arabia Saudita                                                           | Qual. Mondiali 2014                                                      | 2                                                                        | 87’                                                                      |
| 2-6-2012                                                                 | Copenaghen                                                               | Danimarca                                                                | 2 – 0                                                                    | Australia                                                                | Amichevole                                                               | -                                                                        |                                                                          |
| 8-6-2012                                                                 | Mascate                                                                  | Oman                                                                     | 0 – 0                                                                    | Australia                                                                | Qual. Mondiali 2014                                                      | -                                                                        |                                                                          |
| 12-6-2012                                                                | Brisbane                                                                 | Australia                                                                | 1 – 1                                                                    | Giappone                                                                 | Qual. Mondiali 2014                                                      | -                                                                        |                                                                          |
| 15-8-2012                                                                | Edimburgo                                                                | Scozia                                                                   | 3 – 1                                                                    | Australia                                                                | Amichevole                                                               | -                                                                        | 84’                                                                      |
| 6-9-2012                                                                 | Tripoli                                                                  | Libano                                                                   | 0 – 3                                                                    | Australia                                                                | Amichevole                                                               | -                                                                        | 69’                                                                      |
| 11-9-2012                                                                | Amman                                                                    | Giordania                                                                | 2 – 1                                                                    | Australia                                                                | Qual. Mondiali 2014                                                      | -                                                                        |                                                                          |
| 16-10-2012                                                               | Doha                                                                     | Iraq                                                                     | 1 – 2                                                                    | Australia                                                                | Qual. Mondiali 2014                                                      | -                                                                        | 75’                                                                      |
| 14-11-2012                                                               | Hwaseong                                                                 | Corea del Sud                                                            | 1 – 2                                                                    | Australia                                                                | Amichevole                                                               | -                                                                        | 88’                                                                      |
| 6-2-2013                                                                 | Málaga                                                                   | Romania                                                                  | 3 – 2                                                                    | Australia                                                                | Amichevole                                                               | -                                                                        | 74’                                                                      |
| 26-3-2013                                                                | Sydney                                                                   | Australia                                                                | 2 – 2                                                                    | Oman                                                                     | Qual. Mondiali 2014                                                      | -                                                                        |                                                                          |
| Totale                                                                   |                                                                          | Presenze                                                                 | 21                                                                       |                                                                          | Reti                                                                     | 5                                                                        |                                                                          |

## Palmarès

### Club

#### Competizioni nazionali
- A-League: 3

Sydney FC: 2009-2010, 2016-2017, 2018-2019
- FFA Cup: 1

Sydney FC: 2017
- UAE Pro League: 1

Al Ain: 2012-2013
- UAE Super Cup: 1

Al Ain: 2012
- UAE President's Cup: 1

Al Ain: 2013-2014

### Individuale
- Capocannoniere della A-League: 1

2005-2006 (8 gol)